# Podarke microantennata
Podarke microantennata är en ringmaskart som beskrevs av Anne D. Hutchings och Murray 1984. Podarke microantennata ingår i släktet Podarke och familjen Hesionidae. Inga underarter finns listade i Catalogue of Life.